# José Vilató Ruiz
José Vilató Ruiz (Barcelona, 4 de gener 1916 - París, 8 de març de 1969) va ser pintor català. Utilitzava J.Fín com a pseudònim. Era germà de Xavier Vilató i Ruiz, també pintor i nebot de Pablo Ruiz Picasso.

## Biografia
Va estudiar Belles Arts a l'escola Bellas Artes Sant Jordi a Barcelona. Amb només 16 anys, l'any 1932, participa en la seva primera exposició a les galeries Emporium de Barcelona i tres anys després la primera individual també a Barcelona. El 1934, es muda amb la seva família a Maó, Menorca, durant dos anys, allà pinta diverses teles de personatges imaginaris.

El 1939, quan creua la frontera amb el seu germà Xavier és internat al camp de concentració d'Argelés i el seu oncle Pablo Ruiz Picasso els rescata. El 1940 torna a Espanya a fer el servei militar i en acabar, el 1943, instal·la el seu taller a Barcelona i forma grup amb el seu germà Xavier, Albert Fabra i Ramon Rogent per anar fent exposicions tant en grup com individuals. Aquest mateix any pinta l'interior de l'església parroquial de Coscojuela de Sobrarbe (Osca) gràcies a l'encàrrec de la família Mélich.

El 1946 el govern francès li atorga una beca i s'instal·la a La Ruche Arxivat 2011-02-02 a Wayback Machine. (París). Gràcies a aquesta beca intensifica la seva activitat i participa en diverses exposicions. Aprofita les teles ja pintades per fer noves obres destruint les anteriors. Durant la dècada dels 50, el govern francès compra diverses obres seves. El 1952 l'operen de l'estómac fet el qual mai es recupera del tot. L'any següent inicia una relació amb Colette Jacquemin que dura fins al final de la seva vida.

L'any 1954 torna a Barcelona però només tres anys, un cop a París recupera la seva activitat pictótica. Un any més tard el govern adquireix la seva obra Nature morte au réveil Arxivat 2014-03-03 a Wayback Machine., actualment està al Centre Georges Pompidou. I l'any següent la ciutat de París fa el mateix amb una litografia i un gravat de la sèrie Tauromaquia després d'una exposició amb el mateix nom a la Galerie Verneuil de París on Jean Cocteau fa el prefaci. El 1961 el govern de França compra una segona obra seva, Nature morte, per al Musée d'Art Moderne per després passar al Centre Georges Pompidou. El 1966, malalt, redueix la seva feina i comença una sèrie de pintures que mai acaba. el 8 de març de 1969 mort a París a l'hospital Saint Antoine i el 20 de març és enterrat a Barcelona al panteó familiar.

### Evolució pictórica
Comença pintant art figuratiu i l'any 1936 pinta i esculpeix un retrat del seu germà gran Juan Vilató amb Rosa Font. L'any següent resulta molt fructífer pintant autoretrats, gitanes i diverses natures mortes fins que és mobilitzat a la província de Lleida quan comença a dibuixar i a pintar al guaix. També fa un retrat del seu amic Francesc Melich. El 1939, un cop surt del camp de concentració, passa l'estiu a Antibes on retrata pintors, escultors i escriptors espanyols. Els anys següents, durant la segona guerra mundial i mentre fa el servei militar, aprofitant que està a Barcelona fa diversos retrats als seu amics, Rosa Font, Totote, Manolo Hugué i de la família Melich. El 1945 aprofita el taller de Francesc Mélich per començar la seva activitat calcogràfica. Un cop a la Ruche, de mica en mica abandona l'art figuratiu per arribar al gènere abstracte. El 1960 pinta tres grans murals de tela com a decoració de la C.S.F. de París (fàbrica d'articles electrònics). El 1964 és un any molt actiu pintant nus i natures mortes. Els anys següents, degut a la malaltia redueix el ritme, però realitza gravats de cavalls i comença pintures de nus, ocells i cavalls que quedaran inacabades.

## La Ruche
La Ruche és una urbanització de taller i habitatges d'artistes. El nom ve de la idea que els artistes voltegen la creativitat com les abelles dins del seu rusc. 

Cap a 1900, després de l'exposició universal de París, Alfred Boucher compra un pavelló en desús, fa construir més tallers al voltant i crea La Ruche perquè els artistes puguin viure i treballar. La seva intenció és que els artistes tinguin un espai per poder meditar i treballar en un ambient segur. Des del principi tot tipus d'artistes s'instal·len, el 1905 obren un petita sala d'exposicions, Le Salon de la Ruche, una academia per poder dibuixar amb models i fins i tot un teatre. El 1913, artistes de tot Europa que fugient dels seus països arribaven amb la intenció de poder tirar endavant. En aquella època Léger i Chagall ja hi vivien. Després de la primera guerra mundial, La Ruche comença a agafar més força i de mica en mica esdevé la llar dels artistes que formaran l'escola de París.

La Segona Guerra Mundial, al contrari de la primera, dispersa molt els seus habitants, uns marxen voluntàriament però d'altres són deportats i l'ambient decau una mica. Més tard, a la dècada dels seixanta, un projecte urbanístic posa en perill l'edifici però la mobilització d'alguns artistes amb Chagall al capdamunt eviten l'enderrocament. Malraux, Camus i Cocteau també van participar. Encara continua existint i el 2003 es va celebrar el primer centenari amb exposicions i esdeveniments de tota classe.

## Exposicions

### Exposicions individuals[4]
- 1935 - Galeries les Arts Reunides, Barcelona.
- 1945 - Galerias Victoria, Barcelona.
- 1952 - Galeria de Beaune, París.
  - Syndicat d'Initiatives, Saint Raphaël.
  - Galeria L'Art Pictural, París.
- 1955 - Galeria Dina Vierny, París.
  - Sala Gaspar, Barcelona.
  - Tauromaquia (gravats), Galeria Verneuil. Prefaci de Jean Cocteau.
- 1956 - Tauromaquia (gravats). Sala Gaspar, Barcelona.
- 1957 - Galerie Saint-Placide, París.
- 1958 - Sala Gaspar, Barcelona.
- 1959 - Galeria Saint-Placide, París.
- 1961 - Galeria Lucie Weil, París.
- 1965 - Galeria Grifé & Escoda, itinerant per Barcelona, Madrid i Palma.
- 1969 - Galeria Madoura de Vallauris.
- 1971 - Exposició antològica al Palau de la Virreina de Barcelona.
- 1975 - Hommage à J.Fin. Galerie Christiane Colin, París.
- 1977 - Galeria Ponce, Madrid.
- Sala Navarro, Barcelona organizada por Francesc Draper.
- 1978 - Caixa de Granollers.
  - Sala de Arte de la Torre Nueva, Zaragoza.
- 1981 - Galeria Suillerot, París.
- 1988 - Sala Dalmau de Barcelona.
- 1989 - Fín graveur SAGA'89. Galeria La Fenêtre, París.
  - Fín graveur, Galeria La Fenêtre, París.
- 1991 - J.Fín, Gravures SAGA'91. Galeria La Fenêtre, París.
- 1992 - Galeria St. Martin, Cognac.
- 1996 - J.Fín, Une vie de Peinture, Galeria La Fenêtre, París.
  - J.Fín, Une vie de gravure, Centre d'Études catalans, París.
  - La natura morta a l'obra de FIN. Sala Dalmau, Barcelona. En aquesta exposició es fa donació al MACBA d'una obra de l'artista.
- 1998 - Retrospectiva d'obra gràfica a la Biblioteca de Catalunya, Barcelona.
- 1999 - Exposició Antològica, Instituto Cervantes, París.
- 2000 - Exposició antològica i presentació del catàleg raonat de l'obra de J.FIN realitzat per Pilar Vélez. El Museu Reina Sofia adquireix una obra.
- 2002 - J.Fín. (Període 1939-1965). Sala Dalmau. Barcelona.
  - Galeria Gothsland, Barcelona.
- 2008 - J.Fín, els anys de La Ruche, Sala Dalmau, Barcelona.
  - Fín a les col·leccions de Barcelona, Fundació Vila Casas, Barcelona.

### Principals exposicions col·lectives[4]
- 1932 - Galerias Emporium, Barcelona.
- 1939 - Colectiva a París en benefici dels espanyols republicans.
- 1942 - Pintores catalanes Círculo de Bellas Artes, Madrid.
  - Galerias Arte, Barcelona.
- 1943 - Galeries Reig (amb Fabra, Rogent, Xavier Vilató), Barcelona.
- 1944 - Galeries Reig, Barcelona.
  - Exposición Nacional de Bellas Artes Museo de Arte Moderno, Barcelona.
- 1945 - Sala Clan de Madrid.
  - 24 gravats, Associación de la Prensa, Barcelona (amb Pierrette Gargallo, Alberto Fabra i Xavier Vilató)
  - 24 gravats Galerias Victoria, Barcelona (amb Pierrette Gargallo, Alberto Fabra i Xavier Vilató)
- 1946 - Premier Salon d'Art Catalan, Galeria L. Reyman, París.
  - 2º Centenari de Goya, Burdeus.
- 1948 - Peintres et sculpteurs espagnols de l'École de París (amb Picasso, Bores, Domínguez, Clavé, Parra, Viñes, Lobo, Peinado…) Galeria Apollo, Brussel·les.
  - Union des Arts Plastiques, Bologne-Billancourt (París).
- 1949 - La Ruche d'hier et d'aujourd'hui. Galeria Berri, París.
  - Salon des réalités nouvelles, París.
- 1950 - Amb Alberto Fabra, Galeria Breteau, Saint-Raphaël.
  - Salon de Mai, París.
  - Salon d'Automne, París.
- 1951 - Exposició a Italia organitzada per la Galeria Beaune de París.
  - Salon de Mai, París.
  - Salon d'Automne, París.
- 1953 - Salon de Mai, París.
  - Salon d'Automne, París.
- 1954 - Salon de Mai, París.
  - Salon d'Automne, París.
- 1955 - Salon de Mai, París.
  - Hommage des artistes espagnols au poète Machado, Maison de la Pensée Française, París.
- 1956 - Salon Jeunne Peinteure, Musée d'Art Moderne, París.
  - Peintures et sculptures d'artistes espagnols, Galerie Vidal, París.
- 1957 - Six Spanish Painters The Obelisk Gallery de Washington.
  - Six Spanish Painters Hannover Gallery, Londres.
- 1958 - Sala Gaspar, Barcelona.
- 1961 - L'École de París, Galeria Charpentier.
  - Galeria Pest, Nassau (Islas Bahamas).
  - Galeria Verena Müller, Berna (Suiza).
- 1963 - L'Oeil de Boeuf. Galeria 7, París.
- 1965 - I Premi de Pintura La punyalada, Palau de la Virreina, Barcelona.
- 1975 - Les Tavelles, St. Remy de Provence.
  - Galeria Ianua, Barcelona.
- 1976 - Société Genérale, Reims.
- 1977 - Galeria Ponce, Madrid.
- 1979 - Escola Espanyola de París. Sala Dalmau, Barcelona.
- 1980 - Pintura 1917-1980, Galeria Ruiz Castillo, Madrid.
- 1981 - 12 artistes catalans amics de Picasso, Galeria René Metrás, Barcelona.
- 1982 - Art Catalan Contemporain, Centre Cultura Pierre Bayle, París.
- 1984 - Escola de París. Sala Dalmau, Barcelona.
- 1986 - Escola de París. Sala Dalmau, Barcelona.
- 1988 - Galeria Callu Mérite, París.
- 1989 - Deu anys de galeria, Sala Dalmau, Barcelona.
- 1990 - SAGA'90 (gravats), Galeria La Fenêtre, París.
- 1991 - Escuela de París y otras Vanguardias, Sala Dalmau, Barcelona.
  - SAGA'91 (gravats), Galeria La Fenêtre, París.
- 1992 - Galeria Saint Gilles, París.
  - SAGA'92 (gravats), Galeria La Fenêtre, París.
- 1993 - ESTAMPA'93 (gravats), Galeria La Fenêtre, Madrid.
  - SAGA'93 (gravats), Galeria La Fenêtre, París.
- 1994 - Artistes del Cercle Maillol, Saló Tinell, Barcelona.
  - ESTAMPA'94 (gravats), Galeria La Fenêtre, Madrid.
  - Escola de París, Sala Dalmau, Barcelona.
  - SAGA'94 (gravats), Galeria La Fenêtre, París.
- 1995 - Avantguardes històriques i Escola de París. Sala Dalmau, Barcelona.
  - ESTAMPA'95 (gravats), Galeria La Fenêtre, Madrid.
  - SAGA'95 (gravats), Galeria La Fenêtre, París.
- 1996 - ESTAMPA'96 (gravats), Galeria La Fenêtre, Madrid.
  - SAGA'96 (gravats), Galeria La Fenêtre, París.
- 1997 - ESTAMPA'97 (gravats), Galeria La Fenêtre, Madrid.
  - SAGA'97 (gravats), Galeria La Fenêtre, París.
  - Avantguardes històriques, Sala Dalmau, Barcelona.
- 2001 - Escuela de París, Sala Dalmau, Barcelona.
- 2002 - Españoles en París, Las Vanguardias, Caja de Granada, Museo Provincial de Jaén.
  - Picasso: amigos y maestros españoles, Palacio Episcopal, Málaga.
- 2004 - 25 anys de Galeria, Sala Dalmau, Barcelona.
- 2006 - Vanguardias, Sala Dalmau, Barcelona.
- 2007 - Escuela de París, Sala Dalmau, Barcelona.
- 2009 - Art Madrid, Sala Dalmau. Madrid.
- 2011 - Art Madrid 2011, Sala Dalmau. Madrid.
  - Escola de París, Sala Dalmau, Barcelona.

## Les seves obres als museus i col·leccions
- Museu Nacional Centre Art Reina Sofia, Madrid.[8]
  - Abstracción, 1946. Pintura, tècnica mixta i collage sobre tela.
- Centre Georges Pompidou, París.[9]
  - Nature morte Arxivat 2014-03-03 a Wayback Machine., Composition nº1, 1949. Pintura, pastel i oli sobre contraplacat.
  - Nature morte aux rougets Arxivat 2014-03-03 a Wayback Machine., 1955. Pintura, oli sobre contraplacat.
  - Nature morte au réveil Arxivat 2014-03-03 a Wayback Machine., 1952. Pintura, oli sobre tela.
- Fonds Municipal d'Art Contemporain Arxivat 2013-06-26 a Wayback Machine., París.
- Bibliothèque Nationale, París.
- Fundació Caixa Catalunya, Barcelona.
- Biblioteca de Catalunya, Barcelona.
- Museu Art Contemporani de Barcelona, Barcelona.[10]
  - Cadires i peixos Arxivat 2014-03-02 a Wayback Machine., 1965. Pintura, Oli sobre tela.
- Gabinet de Dibuixos i Gravats del Museu Nacional d'Art de Catalunya, Barcelona.